# Епархия Беттиаха
Епархия Беттиаха (лат. Dioecesis Bettiahensis) — епархия Римско-Католической церкви c центром в городе Беттиах, Индия. Епархия Беттиаха входит в митрополию Патны. Кафедральным собором епархии Беттиаха является церковь Рождества Пресвятой Девы Марии.

## История
27 июня 1998 года Римский папа Иоанн Павел II выпустил буллу Cum ad aeternam, которой учредил епархию Беттиаха, выделив её из епархии Музаффарпура.
Город Беттиах с 20 апреля 1892 года по 10 сентября 1919 года был местом расположения кафедры апостольской префектуры Беттиаха, которая была преобразована в епархию Патны.

## Ординарии епархии
- епископ Виктор Генри Тхакур (27 giugno 1998 - по настоящее время).

## Источник
- Annuario Pontificio, Ватикан, 2007
- Булла Cum ad aeternam  (лат.)